# 仓部司
仓部司，户部官署名称。
曹魏置仓部郎曹，长官为仓部郎（仓部郎中），隶属度支曹（度支尚书），掌管全国粮食仓储出纳。晋朝南朝沿置。北魏前期以仓部尚书为长官，太和年间改为郎曹，属于度支尚书。北齐沿置。麴氏高昌设仓部，为八部之一，掌管国家仓廪，以长史、司马为正副官员。
隋朝定制仓部司，属民部四司，设仓部侍郎、仓部员外郎。大业三年（607年），正副官员改为仓部郎二人、仓部承务郎一人。唐朝武德三年（620年）恢复仓部郎中、仓部员外郎的旧名。仓部郎中从五品上一人，仓部员外郎从六品上一人。龙朔二年（662年）改为司庾司，正副官员改为司庾大夫、司庾员外郎。咸亨元年（670年），恢复仓部司的旧名。天宝十一载（752年）改为司储司，正副官员改为司储郎中、司储员外郎。至德二载（757年），恢复仓部司的旧名。中唐以后，户部诸司的职权多被侵废，职权归于三司使。北宋初年，设判仓部事一员，以无职事朝官担任，仓部郎中为五品寄禄官，仓部员外郎为六品寄禄官。元丰改制废除三司使，设仓部郎中从六品、仓部员外郎正七品，管理仓储出纳，下设仓场、上供、给纳、粜米、掌法、知杂六案。建炎三年（1129年），司农寺合并入仓部司，绍兴四年（1134年）再分置。渤海国设仓部，为左六司支司之一，以郎中、员外为正副官员。辽朝、金朝、元朝户部不分司。
明朝洪武十三年（1380年）设仓部，设仓部郎中、仓部员外郎，洪武二十三年（1390年）废除仓部，户部按十二布政使司分清吏司。